# S-400
O S-400 Triunfo (em russo:  C-400 «Триумф») conhecido anteriormente como S-300PMU-3, é uma nova geração de sistema de mísseis antiaéreos desenvolvido pelo Almaz Central Design Bureau da Rússia na década de 1990 como uma atualização da família de mísseis S-300. Está em serviço nas Forças Armadas da Rússia desde 2007.
O S-400 utiliza três mísseis diferentes para cumprir seu envelope de desempenho, cada um com suas características. Estes são:
- 40N6 - Extremo longo alcance
- 48N6 - Longo alcance
- 9M96 - Médio alcance

## Desenvolvimento
O desenvolvimento do sistema do S-400 começou no final da década de 1990. O sistema foi anunciado formalmente pela Força Aérea Russa em Janeiro de 1999. Em 12 de Fevereiro de 1999, os primeiros testes foram realizados com sucesso no Kapustin Yar em Astracã. Como resultado, o S-400 estava com entrada prevista no exército russo em 2001.
Em 2003, tornou-se aparente que o sistema não estava pronto para uso, mas em Agosto, dois oficiais militares de alto-escalão expressaram suas preocupações de que o S-400 estava sendo testado utilizando interceptadores obsoletos do S-300P e concluíram que não estava pronto para produção.
Enfim, a finalização do projeto foi anunciada em Fevereiro de 2004. Em Abril, um míssil balístico foi interceptado com sucesso em um teste do míssil interceptador atualizado 48N6DM. Aceito oficialmente em serviço em 2007.
De acordo com a mídia o preço do 1º Batalhão divisão (cerca de 7-8 lançadores) em 2014 é de US$200 milhões.

## Operadores
- Rússia [7]
- Bielorrússia [8]
- China [9]
- Argélia [10]

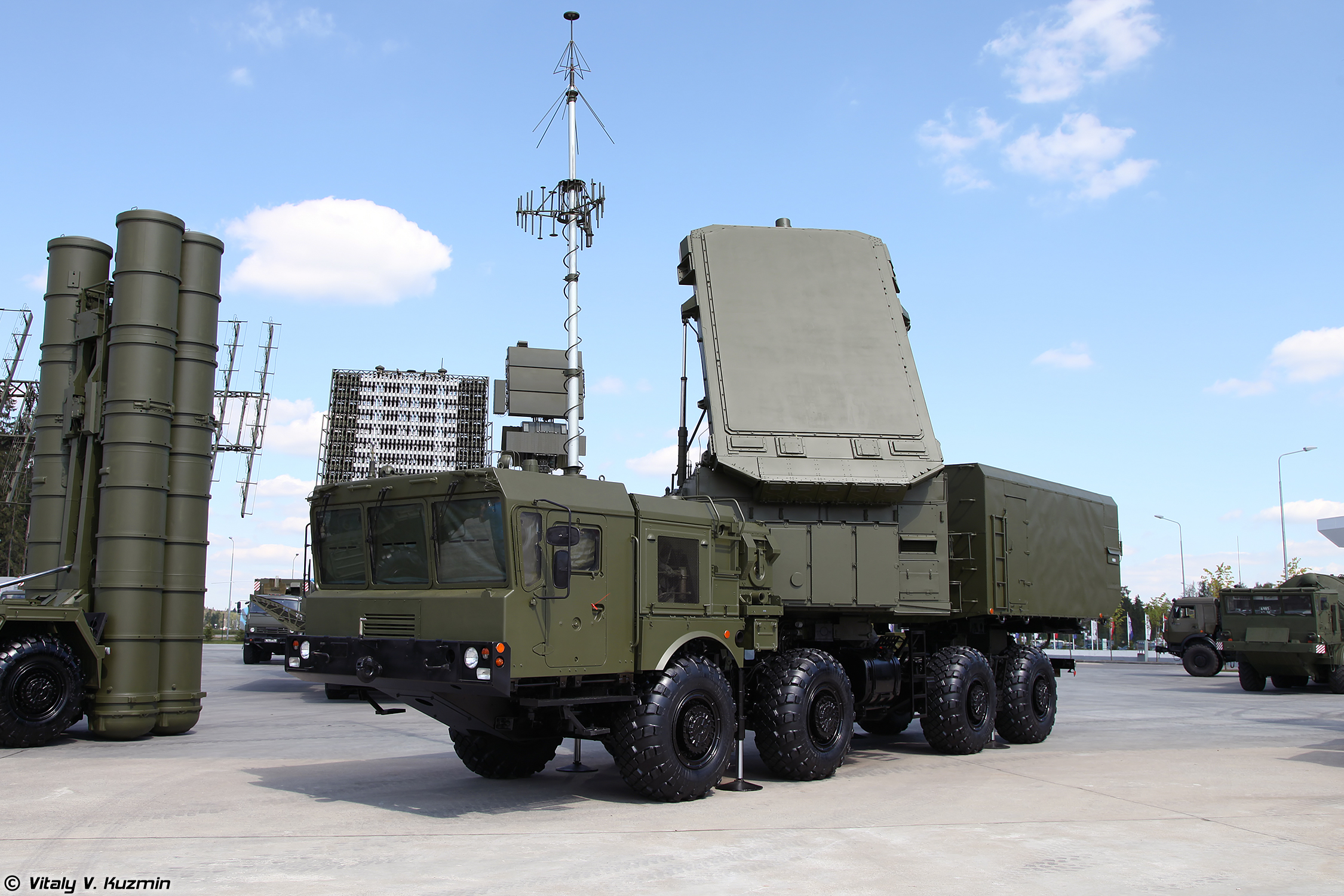
O sistema de radar 92N6A utilizado pelo S-400.

- Índia – Contrato assinado em outubro de 2018 durante uma reunião oficial entre o presidente da Rússia, Vladimir Putin, e o primeiro-ministro da Índia, Narendra Modi, em Nova Delhi. O valor negociado de US$ 5,43 bilhões inclui a entrega de cinco regimentos do sistema de defesa aérea S-400 para a Força Aérea da Índia até 2020.[11]
- Turquia [12]

## Futuros operadores
- Arábia Saudita – contrato assinado em outubro de 2017 durante visita oficial do rei saudita Salman I à Moscou. O valor de mais de US$ 3 bilhões e também inclui equipamentos terrestres para as Forças Terrestres Reais Sauditas. [13]